# レッツ・ゴー・ファスター
『レッツ・ゴー・ファスター』 (LET'S GO FASTER) とはアメリカのロカビリーバンド、ストレイ・キャッツが1990年にリリースしたアルバム。

## 解説
ストレイ・キャッツの再結成後二枚目にリリースされた6thアルバム。プロデューサーにナイル・ロジャースが起用されるも、リリースは日本とオーストラリアのみに留まった。また、リー・ロッカーがエレキ・ベースを弾いていることからも、モダンなアプローチを試みていた事が窺える。

## 収録曲
1. クロス・オブ・ラブ - Cross of Love
2. 非情の街 - Town Without Pity
3. ショットガン・ベイビー - Shotgun Baby
4. 稲妻ロック - Struck By Lightning Twice
5. おまえの噂 - Thing About You
6. ドラッグ・ミー・ダウン - Baby Don't Drag Me Down
7. タイト・ブラック・レザー - Tight Black Leather
8. ギヴ・イット・トゥ・ミー - Give It To Me
9. レッツ・ゴー・ファスター - Let's Go Faster
10. キープ・オン・ランニング - Keep On Running
11. ランナウェイ・トレイン - Runaway Train
12. ゴナ・ビー・ユア・ロック - Gonna Be Your Rock